# Савка (Молдова)
Савка также Саука (рум. Sauca) — село в Окницком районе Молдавии. Относится к сёлам, не образующим коммуну.

## История
Первое документальное упоминание Савки относится к 1634 году.

## География
Село расположено в 21 км от Окницы и 10 км от Атак на высоте 225 метров над уровнем моря.
Через село проходит автострада европейского значения E583.

## Население
По данным переписи населения 2004 года, в селе Саука проживает 1862 человека (857 мужчин, 1005 женщин).
Этнический состав села:
| Национальность | Число жителей | Процентный состав |
| -------------- | ------------- | ----------------- |
| молдаване      | 1814          | 97.42             |
| украинцы       | 32            | 1.72              |
| русские        | 7             | 0.38              |
| румыны         | 5             | 0.27              |
| болгары        | 2             | 0.11              |
| прочие         | 2             | 0.11              |
| Всего          | 1862          | 100 %             |

## Археология
На северной окраине села обнаружен курган значительных размеров. Насыпь разрушена земляными работами. Другой курган высотой около 1 м был найден к западу от Савки, около шоссейной дороги Окница—Гырбова—Отачь в урочище «Ла мовилэ». Насыпь сильно разровнена вспашкой.

## Достопримечательности
В Савке родился известный молдавский поэт Петру Заднипру. Здесь находится музей его имени и его могила.